# Казарьян, Ашот Вагаршакович
Ашо́т Вагарша́кович Казарья́н (арм. Աշոտ Վաղարշակի Ղազարյան, 11 июля 1921 — 18 октября 1995) — советский офицер, участник Великой Отечественной войны, Герой Советского Союза (24.03.1945). Генерал-майор (29.04.1970).

## Молодость и начало службы
Родился 11 июля 1921 года в селе Чивткилиса ныне Цалкского района Грузии в семье крестьянина. Окончив сельскую школу-семилетку в селе Хачкой в 1935 году, среднюю школу в Тбилиси в 1938 году, работал в родном селе. 
По достижении совершеннолетия в ноябре 1939 года был призван в Красную Армию Тбилисским городским военкоматом. Служил пулемётчиком в 286-м стрелковом полку Ленинградского военного округа. Участвовал в советско-финской войне с января по март 1940 года. После войны в 1940 году окончил полковую школу.

## Великая Отечественная война
С июня 1941 года воевал в Великой Отечественной войне. Командиром пулемётного взвода 286-го стрелкового полка в составе действующей армии на Северо-Западном фронте участвовал в Прибалтийской и Ленинградской оборонительных операциях. В бою 12 августа 1941 года был тяжело ранен, лечился в эвакогоспитале в Ленинграде, затем был эвакуирован из блокадного города в город Сокол Вологодской области. Поскольку в ходе боевых действий Ашот Казарьян зарекомендовал себя с лучшей стороны, показав отличное умение ориентироваться на местности, то после выздоровления командование отправило его учиться на ускоренные курсы младших лейтенантов, которые Казарьян успешно окончил в июле 1942 году и получил первое офицерское звание.
С июня 1942 года воевал в 196-й отдельной танковой бригаде, был командиром танка, командиром взвода и командиром роты лёгких танков. Бригада входила в состав 30-й армии Калининского фронта, в августе вместе с армией была передана на Западный фронт, в 1943 году передавалась в 50-ю и в 49-ю армии Западного фронта. Участвовал в первой Ржевско-Сычёвской операции и во второй Ржевско-Вяземской операции. Был ранен в боях 31 августа 1942 и 13 августа 1943 года, каждый раз оставаясь в строю.
В январе 1944 года был назначен заместителем командира учебного танкового батальона в тылу, а в августе переведён заместителем командира батальона курсантов Харьковского танкового училища. 
С декабря 1944 года капитан Ашот Казарьян — командир танкового батальона 117-й танковой бригады 1-го танкового корпуса 3-го Белорусского фронта. Особо отличился во время Восточно-Прусской операции, в ходе которой умело организовал боевые действия батальона. Так, 17 — 23 января 1945 года танкисты под его командованием с боями прошли 150 км, освободив десятки населённых пунктов. Будучи раненым в бою 20 января, командир остался в строю. уничтожили большое количество живой силы и техники противника и взяли в плен около 1000 гитлеровцев. В этих боях силами его батальона уничтожено до 900 немецких солдат и офицеров, 30 танков, 86 артиллерийских орудий, 41 миномёт, 76 бронетранспортёров, 39 пулемётов, 215 мотоциклов, большое количество автомашин. Было захвачено 28 различных складов, более 500 пленных. Был освобождён лагерь военнопленных, в котором находилось около 1000 заключенных.
Указом Президиума Верховного Совета СССР от 24 марта 1945 года «за образцовое выполнение боевого задания командования в борьбе с немецко-фашистскими захватчиками и проявленные при этом мужество и героизм» капитану Казарьяну Ашоту Вагаршаковичу присвоено звание Героя Советского Союза с вручением ордена Ленина и медали «Золотая Звезда»(№ 5960).

## Послевоенная служба
После войны продолжал службу в армии, и в конце мая 1945 года был направлен на учёбу. В 1949 году окончил Военную академию бронетанковых и механизированных войск Советской армии имени И. В. Сталина. Служил заместителем командира и командиром танкового полка в Закавказском военном округе, заместителем командира и командиром танковой дивизии в Южной группе войск (Венгрия) и с 1966 года — в Уральском военном округе. С 1969 года служил военным комиссаром Армянской ССР. В 1987 году генерал-майор А. В. Казарьян уволен в запас.
Жил в Ереване, в последние годы жизни — в Москве. Автор нескольких книг. Избирался депутатом Верховного Совета Армянской ССР с 8 по 11 созывы (1971-1990). С 1987 года несколько лет был председателем Союза ветеранов войны, труда и Вооружённых сил Армении. Умер 18 октября 1995 года. Похоронен в Ереване.

## Сочинения
- Казарьян А. В. Четверть века в танках. — Ереван, 1970.
- Казарьян А. В. Война, люди, судьбы. Очерки. В 4-х томах. — Ереван: «Айастан», 1975, 1977, 1980, 1984.
- Казарьян А. В. Присяга на всю жизнь. — М.: Воениздат, 1988. — 271 с. — (Военные мемуары). — 50 000 экз. — ISBN 5–203–00056–5.

## Награды
- Медаль «Золотая Звезда» Героя Советского Союза (24.03.1945);
- орден Ленина (24.03.1945);
- два ордена Красного Знамени (3.11.1942, 16.09.1943);
- орден Отечественной войны I степени (11.03.1985);
- орден Трудового Красного Знамени (16.02.1982);
- орден Красной Звезды (26.10.1955);
- Орден «За службу Родине в Вооружённых Силах СССР» III степени (30.05.1975);
- медаль «За боевые заслуги» (16.11.1950);
- медаль «За оборону Ленинграда» (1944);
- медаль «За взятие Кёнигсберга» (1945);
- медаль «За безупречную службу» I степени (1972);
- другие медали;
- Государственная премия Армянской ССР (1967).